# Halcurias levis
Espèce
Halcurias levis est une espèce de la famille des Halcuriidae.

## Systématique
Le nom valide complet (avec auteur) de ce taxon est Halcurias levis Uchida, 2004.

## Publication originale
- (en) Hiro'omi Uchida, 2004, « Actinologica Japonica (1) on the actiniarian family Halcuriidae from Japan ». Kuroshio Biosphere, vol. 1, p. 7-26 (lire en ligne)